# Ormea
Ormea es un municipio de la provincia de Cuneo en la región del Piamonte en Italia, situada a unos 100 km al sur de Turín y aproximadamente a 40 km al sureste de Cuneo. A 31 de diciembre de 2004, tenía una población de 1.904 habitantes en un área de 124,5 km².
El municipio de Ormea posee las fracciones de Viozene, Chionea, Ponte di Nava, Bossieta, Prale, Barchi, Eca, Albra, Villaro, Valdarmella, Chioraira, y Quarzina.
Ormea limita con los siguientes municipios: Alto, Armo, Briga Alta, Caprauna, Cosio di Arroscia, Frabosa Soprana, Garessio, Magliano Alpi, Nasino, Pornassio, Roburent, y Roccaforte Mondovì.

## Evolución Demográfica
| Gráfica de evolución demográfica de Ormea entre 1861 y 2001 |
|                                                             |
| Fuente ISTAT - elaboración gráfica de Wikipedia             |